# Флорентин (префект Рима)
Флорентин (лат. Florentinus) — римский государственный деятель второй половины IV века.
Флорентин происходил из галльского города Августа Треверов. Около 379/380 года он был нотарием. Флорентин занимал должность комита священных щедрот на западе с 385 по 386 год, а около 395 года был квестором священного дворца. После этого он получил важный пост префекта Рима, на котором находился с 14 сентября 395 года по 26 декабря 397 года, прежде чем он не был заменен на Лампадия.
Во время своего пребывания в должности городского префекта, Флорентин получил многочисленные послания от императора Гонория относительно обязанностей, ограничений и наград для декурионов. Он также получил выговор от императора за выдачу почтовых ордеров без императорского разрешения. Вскоре после того, как время исполнения полномочий городского префекта закончилось, Флорентин вышел в отставку и вернулся жить в Галлию.
Во время своего пребывания в должности префекта он вёл регулярную переписку с Квинтом Аврелием Симмахом, в то время как поэт Клавдий Клавдиан посвятил ему вторую книгу «Похищении Прозерпины». Флорентин имел одного сына по имени Минервий, а также двух братьев: Протадия и Минервия